# Tetramerinae
Die Tetramerinae sind eine Unterfamilie der Rollschwänze mit knapp 100 Arten. Sie sind Parasiten im Drüsenmagen bei Vögeln.

## Merkmale
Tetramerinae haben die Merkmale der Tetrameridae. Das Hinterende der Weibchen ist ohne Einziehung und folgender terminaler Anschwellung. Der Körper der Weibchen ist spiralförmig gewunden oder kugelförmig.

## Systematik
Zur Unterfamilie gehören drei Gattungen:
- Microhadjelia Jogis, 1965
- Microtetrameres Travassos, 1915
- Tetrameres Creplin, 1846